# Interstate 87
I-87 eller Interstate 87 är en amerikansk väg, Interstate Highway.

## Delstater vägen går igenom
- New York